# 本溪湖
本溪湖是一处位于中国辽宁省本溪市溪湖区大堡山脚下的湖泊，当地民众俗称“后湖”。本溪湖面积仅15m2，号称“世界上最小的湖”。“本溪”这一地名亦来源于此。

## 历史
本溪湖在清朝初年名为“杯犀湖”，因其所处的石灰岩洞上阔下窄，形状如同犀角杯而得名；一说“杯犀”为“杯或尼属开”（满语音译，意为“绵羊角”）的简称：传说一牧羊女帮助当地百姓对抗旱妖，绵羊用角撞开山崖，流出圣水，形成此湖。后因“杯犀”二字过于文雅，又难辨写，遂取其谐音改称为“本溪湖”。根据文史工作者考察，在现今本溪市溪湖区河沿街药王庙旧址发现一块雍正十二年（1734年）的石碑，碑文开篇有“盛京奉天府城东南百余里有本溪湖”字样，证明“本溪湖”这一名称早在清雍正年间便已出现。此外，历史上本溪湖曾有“北溪湖”“白西湖”“碑溪湖”“北西湖”“盃犀湖”“白西虎”等称谓，可能与当地方言发音讹变有关。

## 概况
本溪湖为岩溶湖，由山麓的石灰洞中流出的地下水形成。由于溶洞洞口窄小，不便观览，当地有关部门曾四次进行人工加大，现高约六七米。本溪湖水量尤以农历五月最盛，此时洞口温度偏低，堪称避暑胜地；立秋后湖水减少以至干涸。溶洞洞口顶部镌刻有清同治八年（1869年）辽东处士高升尧书写的“辽东本溪湖”字样。湖畔有慈航寺，始建于明朝末年，初名观音寺，清同治七年（1868年）和民国十九年（1930年）重建，并改名慈航寺，现为本溪市文物保护单位。
如今本溪湖及其周边已被开辟为公园，供市民休闲娱乐。1959年，本溪市人民政府拨款，在湖外新开凿了面积约2000m2的人工湖，并将湖水引入人工湖，同时广种垂柳、修建景观。

本溪湖公园正门
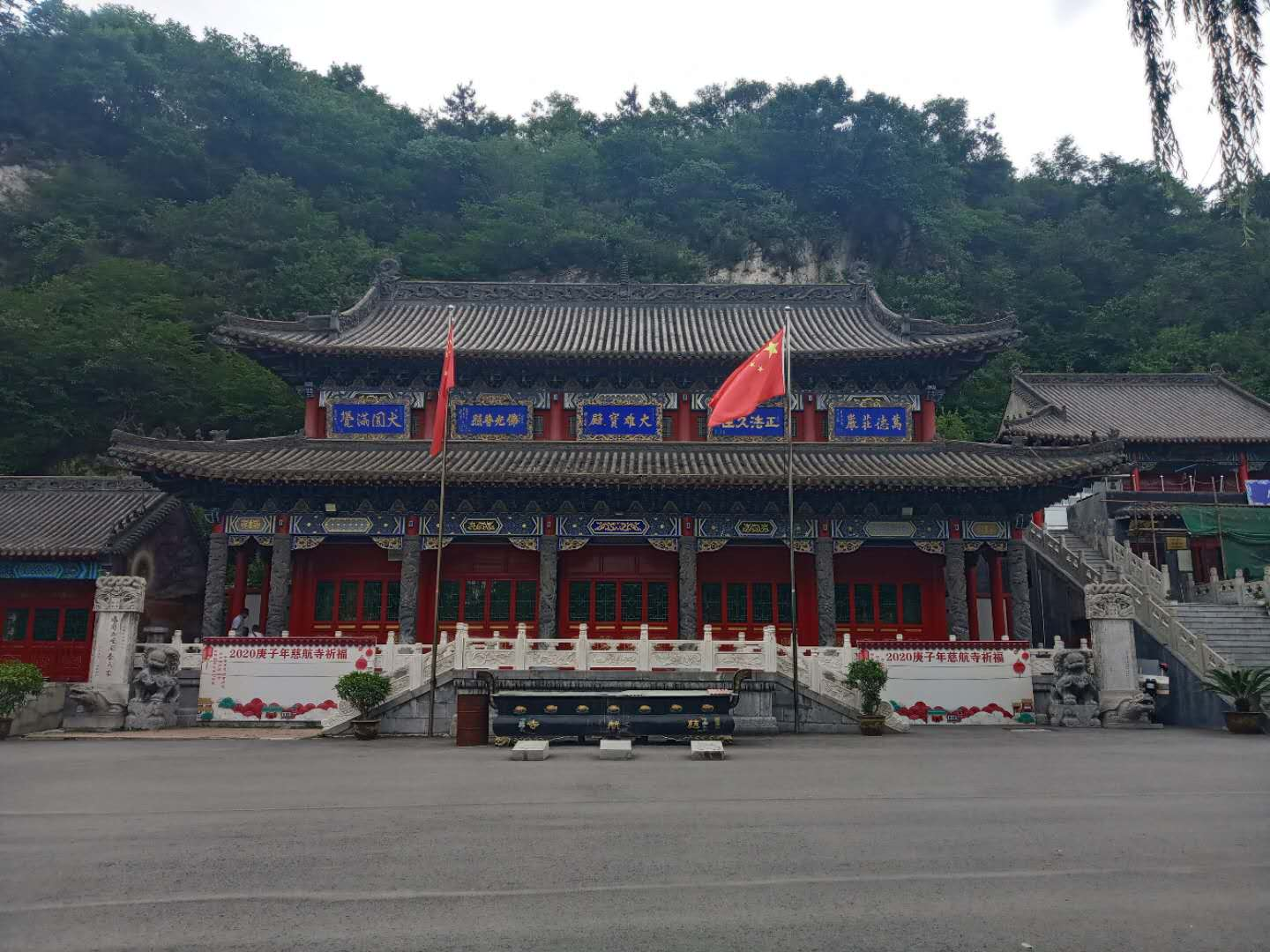
慈航寺大雄宝殿
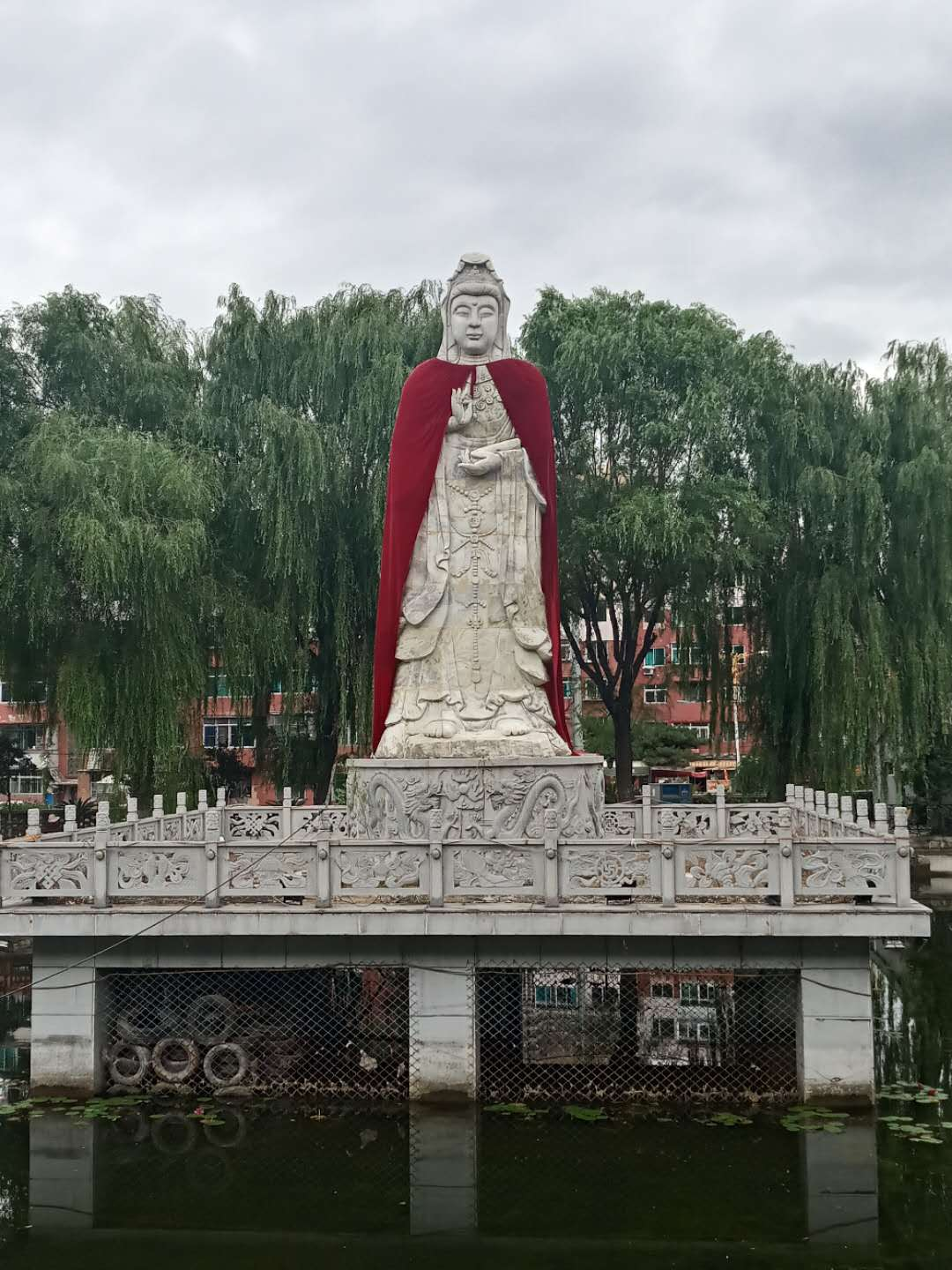
人工湖上的观音像